# As If We Never Said Goodbye
As If We Never Said Goodbye (come se non ci fossimo mai detti addio) è una canzone del 1993 del musical di Andrew Lloyd Webber Sunset Boulevard.
Per la sua relativa semplicità di esecuzione e il grande effetto emotivo, è una delle canzoni più amate e frequentemente eseguite dagli artisti di musical e non solo.

## Interpreti Storici
As If We Never Said Goodbye è stata cantata da alcune tra le più grandi cantanti del panorama del teatro musicale.
Nel debutto del 1993 la canzone fu cantata da Patti LuPone, a cui seguirono Elaine Paige (che la canta in numerosi concerti), Betty Buckley, Kathryn Evans, Glenn Close (che interpreta Norma anche per l'occasione del cinquantesimo compleanno di Lloyd Webber) e Karen Mason. È cantata anche da Kurt Hummel (Chris Colfer) nella serie televisiva Glee.
Tra gli interpreti famosi di questa canzone che hanno cantato questa canzone, esterni al mondo del musical, ci sono Barbara Streisand, Petula Clark, Shirley Bassey e Simone Kleinsma.
Il tenore inglese Alfie Boe ha inciso la canzone nel suo album del 2010 "Bring Him Home".
Lo stesso Lloyd Webber ha affermato che Elaine Paige è la miglior interprete di questa canzone 

## Nel Musical
La canzone è tra i primi numeri del secondo atto.
Norma Desmond è tornata ai Paramount Studios per parlare con Cecil B. DeMille del copione da lei scritto su Salomè. 
Ma, giunta nello studio, viene assalita dai ricordi.
Quando l'addetto alle luci “Occhio di Falco” la riconosce e la illumina con un riflettore tutte le persone presente nella sala la riconoscono e le vanno incontro incuriositi.

## Incisioni
- Sunset Boulevard Original London Cast (Patti LuPone) (1993)
- Sunset Boulevard Original Broadway Cast (Glenn Close) (1994)
- Sunset Boulevard Original Canadian Cast (Diahann Carroll) (1995)
- Right Here/Right Now (Karen Mason) (2001)
- Encore (Elaine Paige) (2003)
- Bring Him Home (Alfie Boe) (2010)
- Glee interpretata da Chris Colfer
- The Ultimate Collection (Barbara Streisand) (2010)